# Geografija na Slovenskem
Geografija v Sloveniji nosi zlasti vzgojno in znanstvenoraziskovalno vlogo. Slovenski geografi so zaposleni v pedagoških službah, hidrometeoroloških središčih, v turizmu, prostorskem načrtovanju, statistiki, novinarstvu in na več drugih področjih dela. Najpomembnejše geografske organizacije v državi so Geografski inštitut Antona Melika ZRC SAZU (GIAM), Inštitut za raziskovanje krasa ZRC SAZU, Oddelek za geografijo na Filozofski fakulteti v Ljubljani ter krovna društvena Zveza geografskih društev Slovenije. Slovenski geografi so pred kratkim dobili tudi možnost pridobitve licence za izdelavo prostorskih planov.
Geografska znanost tudi v Sloveniji nosi velik družbeni pomen: poučujejo jo na osnovnih in srednjih šolah, geografe pa izobražujejo v Ljubljani (Oddelek za geografijo Filozofske fakultete; Pedagoška fakulteta v Ljubljani), Kopru (Fakulteta za humanistične študije) in Mariboru (Oddelek za geografijo Pedagoške fakultete). Z akademsko geografijo se na Slovenskem ukvarja predvsem GIAM ZRC SAZU.
Med slovenskimi geografskimi profesorji in znanstveniki velja omeniti naslednje: David Bole, Andrej Černe, Vladimir Drozg, Matej Gabrovec, Ivan Gams, Artur Gavazzi, Anton Gosar, Svetozar Ilešič, Drago Kladnik, Marijan M. Klemenčič, Vladimir Klemenčič, Blaž Komac, Marko Krevs, Jurij Kunaver, Lučka Lorber, Franc Lovrenčak, Anton Melik, Drago Meze, Andrej Mihevc, Janez Nared, Karel Natek, Milan Natek, Darko Ogrin, Milan Orožen Adamič, Drago Perko, Franci Petek, Dušan Plut,  Darko Radinja,  Marjan Ravbar, Irena Rejec Brancelj, Aleš Smrekar, Milan Šifrer, Metka Špes, Maja Topole, Mimi Urbanc, Ana Vovk Korže, Igor Vrišer, Matija Zorn, Jernej Zupančič, Igor Žiberna itd.

## Zgodovina
Prvi vidnejši geograf je bil Janez Vajkard Valvasor, ki je v delu Die Ehre dess Hertzogthums Crain leta 1689 zapisal množico geografskih podatkov s področja družbene geografije. Prva pomembna karta Vojvodine Kranjske pa je nastala v 18. stoletju pod rokami Dizme Florjančiča. Pomemben zgodovinski prelom je pomenila ustanovitev geografskega oddelka na ljubljanski univerzi v šolskem letu 1920/21, ki ga je sprva vodil Artur Gavazzi, za njim pa vrsto let najvidnejši slovenski geograf Anton Melik. Po 2. svetovni vojni, leta 1946, pa je bil pod okriljem Slovenske akademije znanosti in umetnosti ustanovljen Geografski inštitut, istega leta pa še Zemljepisni muzej, ki je zdaj del Geografskega inštituta. Za slovensko geografijo je pomemben tudi prispevek ljubiteljskih raziskovalcev.